# Boarmia atactopa
Boarmia atactopa là một loài bướm đêm trong họ Geometridae.